# Thinking of You
Thinking of You is een nummer van zangeres Katy Perry, afkomstig van haar album One of the Boys uit 2008. Het is een van de drie nummers op het album die Perry geheel zelfstandig geschreven heeft. Thinking Of You is de derde single die wordt uitgebracht.

## Ontvangst
Thinking of You is de eerste ballad die Perry uitbrengt, maar heeft, in tegenstelling tot haar vorige hits, slechts gemiddelde kritieken gekregen. Billboard Magazine schreef over het nummer dat het ernstiger is dan haar eerdere nummers. De review eindigde met "As a woman who has played the game for longer than most realize, she has earned her keep."

## Videoclip

### Eerste versie
De eerste videoclip voor Thinking of You werd in 2007 uitgebracht en verscheen op YouTube. Deze versie is echter verwijderd van de site. De clip bevatte verschillende kamers, waaronder een witte kamer waarin Perry geweld suggereert, een donkere kamer met een ongelukkige Perry vanwege haar onbevredigende relatie en een mistige locatie. De clip maakt gebruikt van cross-cutting om de twee relaties (licht en donker) met elkaar te vergelijken. De clip eindigt met de onthulling dat Perry een man in zijn rug heeft gestoken in de witte kamer.
In een interview stelde de zangeres dat de clip nooit commercieel uitgebracht zou worden, maar slechts een door een vriend gemaakte video is.

### Tweede versie
Katy Perry vermeldde op haar weblog dat er al begonnen was met filmen van de officiële videoclip in de eerste week van december 2008. De clip werd geregisseerd door Melina. In de clip is Matt Dallas te zien als Perry's ware liefde. Perry is te zien, zittend aan een oude make-up tafel in een slaapkamer, kijkend naar een foto van een soldaat. Er ligt een man in haar bed. Er zijn steeds flashbacks te zien waarin de "goede oude tijd" te zien is die ze had met haar vorige liefde, de soldaat op de foto. Buiten ziet ze niet wat er echt is, maar haar oude liefde, die samen met haar op een fiets rijdt. Als de man uit het bed naar haar toekomt, beginnen de twee te zoenen. Op dat moment krijgt Perry een flashback van de nacht toen haar vorige liefde naar de oorlog toe moest, waarbij hij omkwam. Ze stopt met zoenen en kleed zichzelf aan. In een volgende flashback is Perry te zien met een officieel telegram, waarin vermeld wordt dat haar man is omgekomen. Hierna is ze te zien in rouwkleding, waarna ze uit haar huis loopt.

## Hitnotering
| "Thinking of You" in de Nederlandse Top 40 - binnen: 07-02-2009 | "Thinking of You" in de Nederlandse Top 40 - binnen: 07-02-2009 | "Thinking of You" in de Nederlandse Top 40 - binnen: 07-02-2009 | "Thinking of You" in de Nederlandse Top 40 - binnen: 07-02-2009 | "Thinking of You" in de Nederlandse Top 40 - binnen: 07-02-2009 | "Thinking of You" in de Nederlandse Top 40 - binnen: 07-02-2009 | "Thinking of You" in de Nederlandse Top 40 - binnen: 07-02-2009 | "Thinking of You" in de Nederlandse Top 40 - binnen: 07-02-2009 | "Thinking of You" in de Nederlandse Top 40 - binnen: 07-02-2009 | "Thinking of You" in de Nederlandse Top 40 - binnen: 07-02-2009 | "Thinking of You" in de Nederlandse Top 40 - binnen: 07-02-2009 |
| Week                                                            | 1                                                               | 2                                                               | 3                                                               | 4                                                               | 5                                                               | 6                                                               | 7                                                               | 8                                                               | 9                                                               |                                                                 |
| --------------------------------------------------------------- | --------------------------------------------------------------- | --------------------------------------------------------------- | --------------------------------------------------------------- | --------------------------------------------------------------- | --------------------------------------------------------------- | --------------------------------------------------------------- | --------------------------------------------------------------- | --------------------------------------------------------------- | --------------------------------------------------------------- | --------------------------------------------------------------- |
| Nummer                                                          | 34                                                              | 24                                                              | 18                                                              | 18                                                              | 18                                                              | 24                                                              | 27                                                              | 38                                                              | 40                                                              | uit                                                             |